# Nati il 17 gennaio
| Questa pagina contiene informazioni ricavate automaticamente dalle voci biografiche con l'ausilio del template Bio e di un bot. L'aggiornamento è periodico e automatico e ricostruisce completamente la pagina. Se manca una persona in questa lista, sei pregato di non aggiungerla, ma accertati piuttosto che la sua voce biografica contenga il template Bio e che i dati anagrafici siano correttamente compilati. Se il template Bio manca, inseriscilo tu stesso o, in alternativa, metti l'avviso {{tmp\|Bio}} che ne segnala la mancanza. Se i dati riportati sono sbagliati, correggi direttamente la voce biografica; le modifiche saranno visibili in questa lista entro pochi giorni. Per chiarimenti vedi il progetto biografie. La lista contiene solo le 1.315 persone che sono citate nell'enciclopedia e per le quali è stato implementato correttamente il template Bio. Pagina aggiornata al 13 ago 2025. |

## XII secolo(1)
- 1194 - Mainardo I di Tirolo-Gorizia, conte († 1258)

## XIII secolo(2)
- 1250 - Ruggiero di Lauria, ammiraglio italiano († 1305)
- 1280 - Antonio Patrizi, presbitero italiano († 1311)

## XIV secolo(2)
- 1342 - Filippo II di Borgogna, nobile († 1404)
- 1355 - Antonio Migliorati, religioso italiano († 1450)

## XV secolo(6)
- 1449 - Osanna Andreasi, italiana († 1505)
- 1453 - Andrea Paleologo, nobile († 1502)
- 1463 - Antonio Duprat, arcivescovo cattolico e cardinale francese († 1535)
- 1463 - Federico il Saggio, nobile († 1525)
- 1471 - Kṛṣṇadevarāya, sovrano indiano († 1529)
- 1484 - Georg Burkhardt, umanista e teologo tedesco († 1545)

## XVI secolo(13)
- 1501 - Leonhart Fuchs, botanico e medico tedesco († 1566)
- 1504 - Papa Pio V, papa, vescovo cattolico e santo italiano († 1572)
- 1512 - Sibilla di Jülich-Kleve-Berg, principessa († 1554)
- 1517 - Henry Grey, I duca di Suffolk, duca britannico († 1554)
- 1517 - Antonio Scandello, compositore italiano († 1580)
- 1523 - Fiammetta Frescobaldi, scrittrice e religiosa italiana († 1586)
- 1533 - Giovanni Francesco Gambara, cardinale italiano († 1587)
- 1551 - Minuccio Minucci, arcivescovo cattolico italiano († 1604)
- 1560 - Gaspard Bauhin, botanico svizzero († 1624)
- 1565 - Maria Anna di Gesù Navarro, religiosa spagnola († 1624)
- 1566 - Anna Caterina Gonzaga, nobile italiana († 1621)
- 1592 - Rodrigo de Arriaga, filosofo, gesuita e teologo spagnolo († 1667)
- 1600 - Pedro Calderón de la Barca, drammaturgo e religioso spagnolo († 1681)

## XVII secolo(19)
- 1601 - Marie de La Tour d'Auvergne, duchessa francese († 1665)
- 1615 - Virginio Orsini, cardinale e vescovo cattolico italiano († 1676)
- 1624 - Guarino Guarini, architetto e teorico dell'architettura italiano († 1683)
- 1630 - Johann Friedrich Schweitzer, alchimista e medico tedesco († 1709)
- 1631 - François Vatel, cuoco e pasticciere francese († 1671)
- 1634 - Antonio Draghi, compositore e librettista italiano († 1700)
- 1637 - Giacomo Spinelli, presbitero, scrittore e economista italiano († 1710)
- 1652 - Claude Guy Hallé, pittore francese († 1736)
- 1653 - Giovanni Battista Scapitta, architetto italiano
- 1657 - Pieter van Bloemen, pittore e incisore fiammingo († 1720)
- 1658 - Francis Seymour, V duca di Somerset, nobile inglese († 1678)
- 1659 - Antonio Veracini, compositore e violinista italiano († 1733)
- 1664 - Antonio Salvi, librettista italiano († 1724)
- 1666 - Antonio Maria Valsalva, medico, anatomista e chirurgo italiano († 1723)
- 1672 - Antoine Houdar de La Motte, scrittore e drammaturgo francese († 1731)
- 1679 - Carlo III Guglielmo di Baden-Durlach, nobile († 1738)
- 1679 - Ignaz Stern, pittore austriaco († 1748)
- 1696 - Laurent Delvaux, scultore fiammingo († 1778)
- 1699 - Marie Isabelle de Rohan, nobile francese († 1754)

## XVIII secolo(53)
- 1706 - Benjamin Franklin, scienziato, politico e inventore statunitense († 1790)
- 1706 - Pompeo Neri, giurista e politico italiano († 1776)
- 1707 - Prospero Colonna di Sciarra, cardinale italiano († 1765)
- 1709 - Giovanni Ottavio Bufalini, cardinale e arcivescovo cattolico italiano († 1782)
- 1709 - Margaret Rolle, nobildonna inglese († 1781)
- 1712 - Antonio Sarnelli, pittore italiano († 1800)
- 1712 - John Stanley, compositore e organista britannico († 1786)
- 1713 - Jean-Chrétien Fischer, militare tedesco († 1762)
- 1719 - Raimondo Cunich, umanista, grecista e latinista italiano († 1794)
- 1721 - Elisabetta Augusta del Palatinato-Sulzbach, nobile tedesca († 1794)
- 1721 - Charles-Germain de Saint-Aubin, disegnatore e incisore francese († 1786)
- 1721 - Edvige di Schleswig-Holstein-Sonderburg-Wiesenburg, duchessa tedesca († 1735)
- 1723 - Antoine Dupré, inventore francese († 1782)
- 1728 - Arnaldo Speroni degli Alvarotti, vescovo cattolico italiano († 1800)
- 1729 - Camillo Bonioli, chirurgo italiano († 1791)
- 1729 - Giovanni Antonio Zaddei, pittore italiano
- 1731 - James Stuart, generale britannico († 1793)
- 1732 - Stanislao II Augusto Poniatowski, re († 1798)
- 1734 - François-Joseph Gossec, compositore e violinista francese († 1829)
- 1734 - Vincenzo Petagna, botanico, medico e entomologo italiano († 1810)
- 1736 - Apolonia Ustrzycka, nobile polacca († 1814)
- 1737 - Stefano Antonio Morcelli, epigrafista e gesuita italiano († 1821)
- 1739 - Johann Christian Daniel von Schreber, entomologo e naturalista tedesco († 1810)
- 1741 - Natal'ja Petrovna Golicyna, nobildonna russa († 1837)
- 1747 - Markus Herz, medico e filosofo tedesco († 1803)
- 1755 - Michael von Kienmayer, generale austriaco († 1828)
- 1755 - Pietro I di Oldenburg, sovrano tedesco († 1829)
- 1759 - Vittorio Amedeo Vialardi di Verrone, generale italiano († 1839)
- 1760 - Antonio Cesari, linguista e scrittore italiano († 1828)
- 1763 - Franz von Walsegg, nobile austriaco († 1827)
- 1764 - Maria Carolina di Savoia, principessa († 1782)
- 1768 - Smith Thompson, politico statunitense († 1843)
- 1769 - Peter Wittgenstein, generale russo († 1843)
- 1771 - Charles Brockden Brown, scrittore statunitense († 1810)
- 1773 - Johann Christian August Heinroth, medico tedesco († 1843)
- 1774 - Marie-Thérèse Figueur, militare francese († 1861)
- 1774 - Georg Wilhelm Franz Wenderoth, botanico e farmacista tedesco († 1861)
- 1777 - Sergej Ivanovič Gagarin, nobile, politico e diplomatico russo († 1862)
- 1779 - Giuseppe Conti, abate, matematico e inventore italiano († 1855)
- 1779 - Maria Cristina di Borbone-Due Sicilie, principessa italiana († 1849)
- 1781 - Robert Hare, chimico e inventore statunitense († 1858)
- 1783 - Giovanni Battista Carta, patriota e rivoluzionario italiano († 1871)
- 1783 - Pedro Gual, politico e diplomatico venezuelano († 1862)
- 1784 - Philippe Antoine d'Ornano, generale francese († 1863)
- 1786 - Ana María de Huarte y Muñiz, sovrana messicana († 1861)
- 1789 - Maria Domenica Brun Barbantini, religiosa italiana († 1868)
- 1789 - Emmanuele Antonio Cicogna, storico italiano († 1868)
- 1792 - Rodolfo Vantini, ingegnere e architetto italiano († 1856)
- 1797 - Joseph Barclay Pentland, naturalista, geografo e viaggiatore irlandese († 1873)
- 1798 - Belisario Clemente, patriota e politico italiano († 1880)
- 1799 - Jean-Baptiste Alphonse Dechauffour de Boisduval, medico, entomologo e botanico francese († 1879)
- 1800 - Caleb Cushing, politico e diplomatico statunitense († 1879)
- 1800 - Frances Vane-Tempest, nobildonna britannica († 1865)

## XIX secolo(208)
- 1801 - Henry Watkins Collier, politico statunitense († 1855)
- 1801 - Elizabeth FitzClarence, nobildonna inglese († 1856)
- 1807 - Agathon Benary, filologo classico e linguista tedesco († 1860)
- 1807 - Frédéric Sorrieu, incisore, litografo e disegnatore francese († 1871)
- 1809 - Eugène de Sartiges, diplomatico e scrittore francese († 1892)
- 1812 - Otto Leonhard Heubner, rivoluzionario, avvocato e politico tedesco († 1893)
- 1812 - Daniel Gabriel Lichard, scrittore, insegnante e giornalista slovacco († 1882)
- 1812 - Federico Alberto Wenner, imprenditore svizzero († 1882)
- 1812 - Ludwig Windthorst, politico tedesco († 1891)
- 1814 - James Cochran Dobbin, politico statunitense († 1857)
- 1814 - Hippolyte Lucas, entomologo e aracnologo francese († 1899)
- 1814 - Ludwik Mierosławski, rivoluzionario, generale e scrittore polacco († 1878)
- 1814 - Ellen Wood, scrittrice britannica († 1887)
- 1816 - Stephen Miller, politico statunitense († 1881)
- 1818 - Antonio Cappelli, storico italiano († 1887)
- 1819 - Joshua A. Norton, imprenditore inglese († 1880)
- 1820 - Anne Brontë, scrittrice britannica († 1849)
- 1820 - Francesco Bartolomeo Savi, politico italiano († 1865)
- 1821 - Giuseppe Campori, letterato, politico e storico dell'arte italiano († 1887)
- 1821 - Ossian Bingley Hart, politico e avvocato statunitense († 1874)
- 1821 - Laura Beatrice Oliva, scrittrice, educatrice e poetessa italiana († 1869)
- 1821 - Giovanni Angelo Ossoli, patriota italiano († 1850)
- 1824 - Hayward Augustus Harvey, inventore e imprenditore statunitense († 1893)
- 1825 - Leodegar Coraggioni, numismatico svizzero († 1900)
- 1825 - Jane Grimston, nobildonna inglese († 1888)
- 1826 - Pietro Cocchi, pittore italiano († 1846)
- 1826 - Francesco Di Bartolo, pittore e incisore italiano († 1913)
- 1826 - James Noble Tyner, politico statunitense († 1904)
- 1827 - Giuseppe Ceneri, politico italiano († 1898)
- 1829 - Catherine Mumford, filantropa inglese († 1890)
- 1830 - William Wright, orientalista inglese († 1889)
- 1831 - Elisabetta Francesca d'Asburgo-Lorena, nobildonna († 1903)
- 1831 - Antonio Francesco Gonzaga, nobile e militare italiano († 1899)
- 1833 - Adolphe Robert, storico e biografo francese († 1899)
- 1834 - Franz Josef Bucher, imprenditore svizzero († 1906)
- 1834 - Gaetano Carlucci, presbitero, teologo e missionario italiano († 1900)
- 1834 - Hannah Maynard, fotografa canadese († 1918)
- 1834 - August Weismann, biologo e botanico tedesco († 1914)
- 1836 - William MacCormac, chirurgo britannico († 1901)
- 1837 - Luigi Cucchi, politico italiano († 1898)
- 1837 - Julian Hall, generale britannico († 1911)
- 1837 - François Lenormant, assiriologo e numismatico francese († 1883)
- 1837 - Vasilij Vasil'evič Radlov, storico russo († 1918)
- 1839 - Albert Bernhard Frank, biologo tedesco († 1900)
- 1839 - Wilhelm von Diez, pittore tedesco († 1907)
- 1840 - Salvatore Buscemi, politico e giurista italiano († 1913)
- 1840 - Lorenzo Delleani, pittore italiano († 1908)
- 1840 - Paolo Emilio Evangelisti, patriota italiano († 1897)
- 1840 - Paul Meyer, filologo francese († 1917)
- 1842 - François Henri Hallopeau, dermatologo francese († 1919)
- 1842 - Józef Sebastian Pelczar, vescovo cattolico polacco († 1924)
- 1843 - Costante Gris, ingegnere e filantropo italiano († 1925)
- 1843 - Florence Montgomery, scrittrice britannica († 1923)
- 1845 - Manuel Lisandro Barillas Bercián, politico guatemalteco († 1907)
- 1845 - Fabio Besta, economista italiano († 1922)
- 1845 - Antonio Castagneri, alpinista italiano († 1890)
- 1846 - Donald McDonald Dickinson, politico statunitense († 1917)
- 1847 - Leone Romanin Jacur, politico italiano († 1928)
- 1847 - Augusto Rotoli, compositore italiano († 1904)
- 1847 - Giomo Trichilo, poeta italiano († 1933)
- 1847 - Nikolaj Egorovič Žukovskij, scienziato e matematico russo († 1921)
- 1849 - Daniel Gilfether, attore statunitense († 1919)
- 1850 - Joaquim Arcoverde de Albuquerque Cavalcanti, cardinale e arcivescovo cattolico brasiliano († 1930)
- 1850 - Carlo Marchesetti, archeologo, paleontologo e botanico italiano († 1926)
- 1850 - Giuseppe Sangiorgi, mercante d'arte italiano († 1928)
- 1850 - Aleksandr Sergeevič Taneev, nobile, politico e compositore russo († 1918)
- 1851 - Flavio Andò, attore teatrale italiano († 1915)
- 1851 - Felice Borghese, imprenditore e politico italiano († 1933)
- 1851 - James Cantlie, medico britannico († 1926)
- 1851 - Alessandro Lisini, storico, politico e numismatico italiano († 1945)
- 1852 - Louis Béroud, pittore francese († 1930)
- 1852 - Herman Schalow, ornitologo tedesco († 1925)
- 1853 - Alva Belmont, socialite statunitense († 1933)
- 1853 - Alessandro Portis, geologo e paleontologo italiano († 1931)
- 1854 - Antonio Moscheni, gesuita, missionario e pittore italiano († 1905)
- 1855 - Ignác Alpár, architetto ungherese († 1928)
- 1855 - Santi Sprugnoli, fantino italiano († 1936)
- 1856 - Jens Bratlie, politico e generale norvegese († 1939)
- 1856 - Louisa Montagu, nobildonna inglese († 1944)
- 1856 - Zinaida Dmitrievna Skobeleva, nobildonna russa († 1899)
- 1857 - Wilhelm Kienzl, compositore e direttore d'orchestra austriaco († 1941)
- 1857 - Eugène Augustin Lauste, inventore francese († 1935)
- 1859 - Antonio Bernocchi, politico, mecenate e imprenditore italiano († 1930)
- 1859 - Luigi Nelson Pirzio Biroli, generale e dirigente sportivo italiano († 1952)
- 1860 - Charles K. French, attore statunitense († 1952)
- 1860 - Douglas Hyde, politico irlandese († 1949)
- 1861 - Willibald Gebhardt, dirigente sportivo, scienziato e chimico tedesco († 1921)
- 1861 - Serafino Macchiati, pittore italiano († 1916)
- 1863 - David Lloyd George, politico britannico († 1945)
- 1864 - Janet Achurch, attrice britannica († 1916)
- 1864 - Lucien Herr, bibliotecario francese († 1926)
- 1864 - Luigi di Borbone-Spagna, principe spagnolo († 1889)
- 1864 - David Torrence, attore scozzese († 1951)
- 1865 - Maximilian Daublebsky von Eichhain, ammiraglio austriaco († 1939)
- 1866 - Agesilao Greco, schermidore italiano († 1963)
- 1866 - Augusto Novelli, drammaturgo, giornalista e scrittore italiano († 1927)
- 1866 - Léon Robin, filosofo francese († 1947)
- 1867 - Hugo Baum, botanico tedesco († 1950)
- 1867 - Eugenio Casanova, archivista e funzionario italiano († 1951)
- 1867 - Carl Laemmle, produttore cinematografico tedesco († 1939)
- 1867 - Alfred Rawlinson, militare e giocatore di polo britannico († 1934)
- 1868 - Louis Couturat, matematico, logico e glottoteta francese († 1914)
- 1869 - Federico Di Palma, giornalista, dirigente sportivo e politico italiano († 1916)
- 1869 - Moritz Mayer-Mahr, pianista tedesco († 1947)
- 1869 - Georg Perthes, chirurgo tedesco († 1927)
- 1869 - Osvaldo Polimanti, medico e fisiologo italiano († 1947)
- 1869 - Federico Tesio, allevatore e politico italiano († 1954)
- 1870 - Ettore Berti, attore italiano († 1940)
- 1870 - Maria Luisa di Borbone-Parma, principessa italiana († 1899)
- 1870 - Martin Schiele, politico tedesco († 1939)
- 1870 - Kazimiera Zawistowska, poetessa e traduttrice polacca († 1902)
- 1871 - David Beatty, ammiraglio britannico († 1936)
- 1871 - Nicolae Iorga, storico, politico e museologo rumeno († 1940)
- 1871 - Antonio Mantica, religioso italiano († 1958)
- 1871 - Giovanni Sechi, politico e ammiraglio italiano († 1948)
- 1872 - Giuseppe Locatelli, storico, letterato e presbitero italiano († 1951)
- 1872 - Henri Masson, schermidore francese († 1963)
- 1873 - William Parke, regista e attore statunitense († 1941)
- 1873 - Edith Stuyvesant Dresser, filantropa e attivista statunitense († 1958)
- 1874 - Jean Calvet, presbitero e teologo francese († 1965)
- 1874 - Edna Wallace Hopper, attrice statunitense († 1959)
- 1875 - Gian Giuseppe Durini, nobile e politico italiano († 1958)
- 1875 - Paul Froment, poeta francese († 1898)
- 1875 - Florencio Sánchez, drammaturgo uruguaiano († 1910)
- 1875 - Cora Wilson Stewart, educatrice statunitense († 1958)
- 1876 - Guido Alfani, sismologo e religioso italiano († 1940)
- 1876 - Cristoforo II di Alessandria, vescovo ortodosso greco († 1967)
- 1876 - Joseph Léstienne, ginnasta francese († 1966)
- 1878 - Oscar Apfel, attore, regista e sceneggiatore statunitense († 1938)
- 1878 - Vittorio Benussi, psicologo italiano († 1927)
- 1878 - Chen Qimei, politico, attivista e rivoluzionario cinese († 1916)
- 1878 - Philadelphia Jack O'Brien, pugile statunitense († 1942)
- 1878 - Vincenzo Mazzacane, magistrato e storico italiano († 1956)
- 1878 - Burt McKinnie, golfista statunitense († 1946)
- 1879 - Leander Keim, ginnasta e multiplista statunitense († 1941)
- 1879 - Tom Webb-Bowen, aviatore inglese († 1956)
- 1880 - Bernardo Attolico, diplomatico e nobile italiano († 1942)
- 1880 - Mack Sennett, attore, sceneggiatore e regista canadese († 1960)
- 1881 - William Ewart Napier, scacchista statunitense († 1952)
- 1881 - Harry Price, parapsicologo britannico († 1948)
- 1881 - Alfred Reginald Radcliffe-Brown, antropologo inglese († 1955)
- 1882 - Noah Beery, attore statunitense († 1946)
- 1882 - Luigi Guercio, presbitero e latinista italiano († 1962)
- 1882 - Elena Vladimirovna Romanova, nobile russa († 1957)
- 1882 - Arnold Rothstein, mafioso statunitense († 1928)
- 1883 - Angelo Abisso, avvocato, magistrato e politico italiano († 1950)
- 1883 - Armando Bachi, generale italiano († 1944)
- 1883 - Compton Mackenzie, scrittore scozzese († 1972)
- 1884 - Andor Gabor, scrittore ungherese († 1953)
- 1884 - Luigi Guglielmo in Baviera, principe tedesco († 1968)
- 1885 - Emmy Ball-Hennings, scrittrice, cabarettista e artista tedesca († 1948)
- 1885 - Nikolaus von Falkenhorst, generale tedesco († 1968)
- 1885 - Karl Nikitsch, aviatore austro-ungarico († 1927)
- 1886 - Ronald Firbank, scrittore britannico († 1926)
- 1886 - Joe Masseria, mafioso italiano († 1931)
- 1887 - Fedele De Giorgis, generale italiano († 1964)
- 1887 - Marcel Godivier, ciclista su strada e pistard francese († 1963)
- 1887 - Andrej Škuro, generale russo († 1947)
- 1888 - Manfredo Chiostri, politico italiano
- 1888 - Edvard Persson, attore, regista e cantante svedese († 1957)
- 1889 - Giuseppe Beltrami, cardinale, arcivescovo cattolico e diplomatico italiano († 1973)
- 1889 - Ralph Fowler, fisico e astronomo britannico († 1944)
- 1889 - Francesco Marrajeni, generale, calciatore e scrittore italiano († 1979)
- 1889 - Leonella Nasi, artista, grafica e illustratrice italiana († 1975)
- 1890 - Antonio Victor Pildain y Zapiain, vescovo cattolico e politico spagnolo († 1973)
- 1890 - Walter Sorkale, calciatore tedesco († 1945)
- 1891 - Roberto Cantalupo, politico, diplomatico e saggista italiano († 1975)
- 1891 - Leonard Dupee White, storico statunitense († 1958)
- 1891 - Marjorie Gateson, attrice statunitense († 1977)
- 1891 - Arturo Carlo Jemolo, giurista e storico italiano († 1981)
- 1891 - Emilio Ricci, poeta italiano († 1915)
- 1892 - Enrico Maria Chiappo, paroliere, compositore e editore italiano († 1961)
- 1892 - Amedeo Mecozzi, generale e aviatore italiano († 1971)
- 1892 - Bruno Misefari, anarchico, filosofo e poeta italiano († 1936)
- 1892 - Thomas Mottershead, militare e aviatore britannico († 1917)
- 1892 - James David Zellerbach, imprenditore e diplomatico statunitense († 1963)
- 1894 - Hugo Chaim Adler, direttore di coro, cantore e compositore belga († 1955)
- 1894 - Edgar André, antifascista tedesco († 1936)
- 1894 - Hans Beyeler, calciatore svizzero († 1968)
- 1894 - Giuseppe Giammarco, politico italiano († 1957)
- 1894 - István Szőnyi, pittore ungherese († 1960)
- 1895 - Carlo De Vecchi, calciatore italiano († 1970)
- 1895 - Friedrich Frisius, ammiraglio tedesco († 1970)
- 1895 - Francesco Mattea, arbitro di calcio italiano († 1973)
- 1895 - Michail Ruščinskij, calciatore sovietico († 1942)
- 1896 - Léon Devos, ciclista su strada belga († 1963)
- 1896 - Gianbattista Gilli, ciclista su strada italiano († 1971)
- 1896 - Vitaliano Lugli, ciclista su strada italiano († 1955)
- 1897 - Nils Asther, attore svedese († 1981)
- 1897 - Oleksandr Chira, vescovo cattolico († 1983)
- 1897 - Anne Cornwall, attrice statunitense († 1980)
- 1897 - Clotilde Marghieri, scrittrice italiana († 1981)
- 1897 - Marcel Petiot, criminale e serial killer francese († 1946)
- 1897 - Antonino Sammartano, pedagogista e funzionario italiano († 1986)
- 1898 - George Armitage, calciatore inglese († 1936)
- 1898 - Rudolph Loewenstein, psicanalista polacco († 1976)
- 1898 - Stefano Siglienti, banchiere e politico italiano († 1971)
- 1899 - Ignác Amsel, calciatore ungherese († 1974)
- 1899 - Al Capone, mafioso statunitense († 1947)
- 1899 - Alfredo Catarsini, pittore italiano († 1993)
- 1899 - Paul Hoenen, calciatore francese († 1975)
- 1899 - Nevil Shute, romanziere e ingegnere aeronautico britannico († 1960)
- 1899 - Rinaldo Piazzalunga, calciatore italiano († 1978)
- 1899 - Ferdinando Pomati, calciatore italiano († 1965)
- 1899 - Giuseppe Zelocchi, arbitro di calcio italiano († 1959)
- 1900 - Mario Ciamberlini, arbitro di calcio italiano († 1977)
- 1900 - Edith Frank, tedesca († 1945)
- 1900 - Giuseppe Giustacchini, calciatore italiano († 1974)

## XX secolo(977)
- 1901 - Giacomo Bergamino, calciatore italiano († 1960)
- 1901 - Nils Berntsen, calciatore norvegese († 1929)
- 1901 - Susana Calandrelli, scrittrice, poetessa e drammaturga argentina († 1978)
- 1901 - Aron Gurwitsch, filosofo lituano († 1973)
- 1901 - Ñico Saquito, musicista, chitarrista e cantante cubano († 1982)
- 1901 - Robert Wyss, pallanuotista e nuotatore svizzero († 1956)
- 1902 - Harry Halm, attore tedesco († 1980)
- 1902 - Leonid Zacharovič Trauberg, regista ucraino († 1990)
- 1903 - Felix Badcock, canottiere britannico († 1976)
- 1904 - Carlo Colognatti, giornalista e politico italiano († 1961)
- 1904 - Glen Graham, astista statunitense († 1986)
- 1904 - Patsy Ruth Miller, attrice statunitense († 1995)
- 1905 - Romano Amerio, filosofo, filologo classico e teologo italiano († 1997)
- 1905 - Louis Armand, ingegnere francese († 1971)
- 1905 - Isaak Michajlovič Menaker, regista cinematografico sovietico († 1978)
- 1905 - Boris Nikolaevič Ponomarëv, politico e storico sovietico († 1995)
- 1905 - Dattatreya Ramachandra Kaprekar, matematico indiano († 1986)
- 1905 - Heinz Roch, generale e poliziotto tedesco († 1945)
- 1905 - Sa'eb Salam, politico libanese († 2000)
- 1905 - Antoni Sobik, schermidore polacco († 1994)
- 1905 - Guillermo Stábile, allenatore di calcio e calciatore argentino († 1966)
- 1905 - Grant Withers, attore statunitense († 1959)
- 1906 - Karel Bejbl, calciatore cecoslovacco († 1962)
- 1907 - Allegro Grandi, ciclista su strada italiano († 1973)
- 1907 - František Junek, calciatore cecoslovacco († 1970)
- 1907 - Oscarino, calciatore brasiliano († 1990)
- 1907 - Maurice Raes, ciclista su strada e ciclocrossista belga († 1992)
- 1907 - Max Schäfer, allenatore di calcio e calciatore tedesco († 1990)
- 1907 - Alfred Wainwright, scrittore inglese († 1991)
- 1908 - Michel Bernheim, regista e direttore della fotografia francese († 1985)
- 1908 - Will Burtin, designer tedesco († 1972)
- 1908 - Cus D'Amato, manager e allenatore di pugilato statunitense († 1985)
- 1908 - Violet La Plante, attrice statunitense († 1984)
- 1908 - Charles Mersch, pallanuotista lussemburghese († 1996)
- 1909 - Willy Horn, canoista tedesco († 1989)
- 1909 - Piet van Reenen, calciatore olandese († 1969)
- 1910 - Igor' Ado, matematico sovietico († 1983)
- 1910 - Antonio Carnevali, allenatore di calcio e calciatore italiano († 1977)
- 1910 - Sid Catlett, batterista statunitense († 1951)
- 1910 - Edith Green, politica e insegnante statunitense († 1987)
- 1910 - Carol Hughes, attrice statunitense († 1995)
- 1911 - Vittorio Alfieri, calciatore italiano
- 1911 - Izis Bidermanas, fotoreporter e fotografo lituano († 1980)
- 1911 - Guido Carestiato, aviatore e militare italiano († 1980)
- 1911 - Gavriil Kačalin, calciatore e allenatore di calcio sovietico († 1995)
- 1911 - Philibert Smellinckx, calciatore belga († 1977)
- 1911 - George Stigler, economista statunitense († 1991)
- 1912 - Friedrich Donnenfeld, calciatore e allenatore di calcio austriaco († 1976)
- 1913 - Orlando Lagos, fotografo cileno († 2007)
- 1913 - Antonio Lefebvre d'Ovidio, giurista italiano († 2011)
- 1913 - Lev Il'ič Lošinskij, compositore di scacchi sovietico († 1976)
- 1913 - Mario Nervi, calciatore italiano († 1992)
- 1913 - Werenfried van Straaten, presbitero olandese († 2003)
- 1913 - Yadavindra Singh, principe, politico e diplomatico indiano († 1974)
- 1914 - Giuseppe Barbolini, partigiano italiano († 1968)
- 1914 - Kurt Franz, militare tedesco († 1998)
- 1914 - Taizō Kawamoto, allenatore di calcio e calciatore giapponese († 1985)
- 1914 - Théodore Lefèvre, politico belga († 1973)
- 1914 - William Stafford, saggista, poeta e pacifista statunitense († 1993)
- 1915 - Sammy Angott, pugile statunitense († 1980)
- 1915 - José Garriga, cestista e allenatore di pallacanestro portoricano († 1999)
- 1915 - Fulvio Muzi, pittore italiano († 1984)
- 1915 - Ladislav Trpkoš, cestista e allenatore di pallacanestro cecoslovacco († 2004)
- 1916 - Domenico Albanese, politico italiano († 1986)
- 1916 - Marcella De Marchis, scenografa e costumista italiana († 2009)
- 1916 - Peter Frelinghuysen, Jr., politico statunitense († 2011)
- 1917 - Silvio Bedini, storico statunitense († 2007)
- 1917 - James L. Gordon, politico filippino († 1967)
- 1917 - Matéo Maximoff, scrittore francese († 1999)
- 1917 - Amelia Piccinini, pesista e lunghista italiana († 1979)
- 1917 - Erkki Saurala, cestista finlandese († 1941)
- 1918 - Sheri Martinelli, pittrice e poetessa statunitense († 1996)
- 1918 - Eva González Fernández, scrittrice spagnola († 2006)
- 1918 - Gianluigi Marianini, personaggio televisivo italiano († 2009)
- 1918 - Jack Wilson, pugile statunitense († 1956)
- 1919 - Ciriaco D'Incecco, calciatore italiano
- 1919 - Giuseppe Mainardi, calciatore e allenatore di calcio italiano († 1979)
- 1920 - Fernando Aurini, giornalista e critico musicale italiano († 2003)
- 1920 - Elve Fortis de Hieronymis, artista e scrittrice italiana († 1992)
- 1920 - Sven Israelsson, combinatista nordico svedese († 1989)
- 1920 - Karsten Johannessen, calciatore norvegese († 1997)
- 1920 - Nora Kaye, ballerina, coreografa e produttrice cinematografica statunitense († 1987)
- 1920 - Hugh Rouse, attore britannico († 1998)
- 1920 - Giuseppe Zibetti, calciatore e allenatore di calcio italiano († 2008)
- 1921 - Dehl Berti, attore statunitense († 1991)
- 1921 - Giovanni Gennari, calciatore italiano († 1990)
- 1921 - Joseph Mertens, archeologo belga († 2007)
- 1921 - Charlie Mitten, allenatore di calcio e calciatore inglese († 2002)
- 1921 - Antonio Prohías, fumettista cubano († 1998)
- 1921 - Paul Stevens, attore cinematografico e attore televisivo statunitense († 1986)
- 1922 - Luis Echeverría, politico messicano († 2022)
- 1922 - Spartaco Fontanot, attivista e partigiano italiano († 1944)
- 1922 - Miodrag Jovanović, calciatore e allenatore di calcio jugoslavo († 2009)
- 1922 - Nicholas Katzenbach, politico statunitense († 2012)
- 1922 - Adalberto Sifredi, calciatore argentino
- 1922 - Betty White, attrice e conduttrice televisiva statunitense († 2021)
- 1923 - Ettore Arena, partigiano italiano († 1944)
- 1923 - Corrado Böhm, matematico e informatico italiano († 2017)
- 1923 - Giovanni Dusi, scrittore e partigiano italiano († 2003)
- 1923 - Sergio Travaglia, politico e avvocato italiano († 2020)
- 1924 - Alfredo De Laurentiis, produttore cinematografico italiano († 1981)
- 1924 - Lucio Gera, presbitero e teologo argentino († 2012)
- 1924 - Vincenzo Leggieri, politico e saggista italiano († 2013)
- 1924 - Arthur Staats, psicologo statunitense († 2021)
- 1924 - Salvatore Stornello, politico italiano († 1997)
- 1924 - Ada Turci, giavellottista italiana († 2012)
- 1924 - Marie Uchytilová, scultrice ceca († 1989)
- 1925 - Alfredo Battisti, arcivescovo cattolico italiano († 2012)
- 1925 - Robert Cormier, scrittore, saggista e giornalista statunitense († 2000)
- 1925 - Luigi Guandalini, rugbista a 15 italiano († 1995)
- 1925 - Eduardo Gutiérrez, calciatore boliviano
- 1925 - Duane Hanson, scultore statunitense († 1996)
- 1925 - Patricia Owens, attrice canadese († 2000)
- 1926 - Antonio Domingo Bussi, militare e politico argentino († 2011)
- 1926 - Rafael Díaz-Balart, politico cubano († 2005)
- 1926 - Antonio Fazzini, militare italiano († 1968)
- 1926 - Donnie Forman, cestista statunitense († 2018)
- 1926 - Herz Frank, regista sovietico († 2013)
- 1926 - Wayne Glasgow, cestista statunitense († 2000)
- 1926 - Michèle Philippe, attrice francese († 1972)
- 1926 - Moira Shearer, attrice e ballerina scozzese († 2006)
- 1926 - Petronella van Vliet, nuotatrice olandese († 2006)
- 1927 - Gianfranco Bartolini, politico e sindacalista italiano († 1992)
- 1927 - Giuliano Giovetti, calciatore e disegnatore italiano († 2012)
- 1927 - Eartha Kitt, cantante, attrice e ballerina statunitense († 2008)
- 1927 - Fritz Kominek, calciatore austriaco († 2002)
- 1927 - Federico Pizarro, calciatore argentino († 2003)
- 1927 - Lee Spetner, fisico e biofisico statunitense († 2024)
- 1927 - E.W. Swackhamer, regista, attore e impresario teatrale statunitense († 1994)
- 1927 - Pierre Thiolon, cestista francese († 2014)
- 1928 - Lelio Antoniotti, calciatore italiano († 2014)
- 1928 - Jean Barraqué, compositore francese († 1973)
- 1928 - Luigi Moltrasio, calciatore italiano († 1990)
- 1928 - Carlo Polli, politico italiano († 2007)
- 1928 - Vidal Sassoon, parrucchiere, imprenditore e attivista britannico († 2012)
- 1929 - Umberto Borghi, baritono italiano († 2009)
- 1929 - Alfred Delcourt, arbitro di calcio belga († 2012)
- 1929 - Carla Guiducci Bonanni, bibliotecaria italiana († 2013)
- 1929 - Raffaele Matarazzo, scrittore e saggista italiano († 2023)
- 1929 - Alberto Piferi, sceneggiatore, dialoghista e linguista italiano († 2016)
- 1929 - Jacques Plante, hockeista su ghiaccio canadese († 1986)
- 1929 - Antonio Ignacio Velasco García, cardinale e arcivescovo cattolico venezuelano († 2003)
- 1929 - Antonio Zapattini, cestista paraguaiano († 2019)
- 1930 - Dick Contino, fisarmonicista e cantante statunitense († 2017)
- 1930 - Lorenzo Revojera, ingegnere, alpinista e saggista italiano († 2022)
- 1930 - Colette Ripert, attrice francese († 1999)
- 1930 - Paul Steffen, calciatore lussemburghese († 2017)
- 1931 - László Bánhegyi, cestista ungherese († 2015)
- 1931 - Frederick A. Fox, compositore e docente statunitense († 2011)
- 1931 - Guido Ghedina, sciatore alpino italiano († 1976)
- 1931 - James Earl Jones, attore e doppiatore statunitense († 2024)
- 1931 - Eric Jubb, ex nuotatore canadese
- 1931 - Anthony Marriott, drammaturgo e attore inglese († 2014)
- 1931 - Jurij Rudov, schermidore sovietico († 2013)
- 1931 - Sonja Sutter, attrice tedesca († 2017)
- 1931 - Douglas Wilder, politico statunitense
- 1932 - John Cater, attore britannico († 2009)
- 1932 - Tony Conwell, calciatore inglese († 2017)
- 1932 - Jaroslav Dudek, regista cecoslovacco († 2000)
- 1932 - Elio Grassi, allenatore di calcio e calciatore italiano († 2020)
- 1932 - Jackie Henderson, calciatore scozzese († 2005)
- 1932 - Lars Mattsson, ex sciatore alpino svedese
- 1932 - Sheree North, attrice, cantante e ballerina statunitense († 2005)
- 1932 - Michael Angelo Saltarelli, vescovo cattolico statunitense († 2009)
- 1932 - Karl-Heinz Spickenagel, calciatore tedesco orientale († 2012)
- 1933 - Renzo Alverà, bobbista italiano († 2005)
- 1933 - Dalida, cantante e attrice italiana († 1987)
- 1933 - László Lachos, calciatore ungherese († 2004)
- 1933 - Philome Laguerre, ex sollevatore haitiano
- 1933 - Angelo Longoni, allenatore di calcio e calciatore italiano († 1993)
- 1933 - Dan Waern, ex mezzofondista svedese
- 1934 - Guy Barrabino, schermidore francese († 2017)
- 1934 - Donald Cammell, regista britannico († 1996)
- 1934 - Fabien Eboussi Boulaga, filosofo camerunese († 2018)
- 1934 - Ferenc Hatlaczky, canoista ungherese († 1986)
- 1934 - Shari Lewis, personaggio televisivo e doppiatrice statunitense († 1998)
- 1934 - Enrico Mantero, storico dell'architettura italiano († 2001)
- 1934 - Zlatko Papec, allenatore di calcio e calciatore jugoslavo († 2013)
- 1934 - Sydney Schanberg, giornalista e scrittore statunitense († 2016)
- 1934 - Cedar Walton, pianista e compositore statunitense († 2013)
- 1935 - Willi Altig, ex ciclista su strada e pistard tedesco
- 1935 - Piero Ferri, allenatore di calcio e calciatore italiano († 2016)
- 1935 - Ruth Ann Minner, politica statunitense († 2021)
- 1935 - Boris Stenin, pattinatore di velocità su ghiaccio sovietico († 2001)
- 1935 - Kiyoshi Ōkubo, serial killer giapponese († 1976)
- 1936 - Cecilia Contu, politica italiana († 2022)
- 1936 - Elisabetta Durelli, ex ginnasta italiana
- 1936 - Carlo Alberto Madrignani, storico della letteratura italiano († 2008)
- 1936 - Adalberto Manzone, giornalista italiano († 1992)
- 1936 - Leonīds Ostrovskis, calciatore sovietico († 2001)
- 1937 - Alain Badiou, filosofo, commediografo e scrittore francese
- 1937 - Antonio Marcellini, calciatore italiano († 2010)
- 1937 - Claude Mazeaud, ciclista su strada francese
- 1938 - John Bellairs, romanziere statunitense († 1991)
- 1938 - Toini Gustafsson, ex fondista svedese
- 1938 - Tang Jiaxuan, diplomatico e politico cinese
- 1938 - David Theile, ex nuotatore australiano
- 1938 - Zhu Xijuan, attrice cinese
- 1939 - Joyce Castle, mezzosoprano statunitense
- 1939 - Cristodulo, arcivescovo ortodosso greco († 2008)
- 1939 - Raimondo Del Balzo, regista e sceneggiatore italiano († 1995)
- 1939 - George Folsey Jr., montatore e produttore cinematografico statunitense († 2024)
- 1939 - Bob Giraldi, regista, sceneggiatore e produttore cinematografico statunitense
- 1939 - Romano Mattè, allenatore di calcio italiano
- 1939 - Niels Helveg Petersen, politico danese († 2017)
- 1939 - Giacomo Rizzo, attore italiano
- 1939 - Johannes von Trapp, cantante statunitense
- 1940 - Naohiro Ikeda, pallavolista giapponese († 2021)
- 1940 - Kipchoge Keino, ex mezzofondista e siepista keniota
- 1940 - Marcello Palmisano, giornalista italiano († 1995)
- 1940 - Mircea Snegur, politico moldavo († 2023)
- 1940 - Nerses Bedros XIX Tarmouni, patriarca cattolico armeno († 2015)
- 1940 - Tabaré Vázquez, politico, medico e dirigente sportivo uruguaiano († 2020)
- 1941 - René Binggeli, ciclista su strada svizzero († 2007)
- 1941 - Gonçalo Byrne, architetto portoghese
- 1941 - Jim Cash, sceneggiatore statunitense († 2000)
- 1941 - Jorge Mautner, scrittore, cantante e attore brasiliano
- 1941 - Miroslav Milovanović, ex calciatore jugoslavo
- 1942 - Muhammad Ali, pugile statunitense († 2016)
- 1942 - Randy Boone, attore statunitense
- 1942 - Renzo Sambo, canottiere italiano († 2009)
- 1942 - Karel Van Miert, politico belga († 2009)
- 1943 - Daniel Brandenstein, ex astronauta statunitense
- 1943 - Nagwa Fouad, ballerina, attrice e produttrice cinematografica egiziana
- 1943 - Claudio Generali, imprenditore svizzero († 2017)
- 1943 - Hans Jürgen Krahl, filosofo e politico tedesco († 1970)
- 1943 - Chris Montez, cantante statunitense
- 1943 - Gabriella Pescucci, costumista italiana
- 1943 - René Préval, agronomo e politico haitiano († 2017)
- 1944 - Ugo Finetti, giornalista e politico italiano
- 1944 - Maurizio Grande, letterato e saggista italiano († 1996)
- 1944 - Jan Guillou, scrittore e giornalista svedese
- 1944 - Françoise Hardy, cantautrice, scrittrice e attrice francese († 2024)
- 1944 - Loris Tonino Paroli, ex brigatista italiano
- 1944 - Nubia Villacís, cestista ecuadoriana († 2008)
- 1945 - Javed Akhtar, sceneggiatore, paroliere e poeta indiano
- 1945 - Lenny Baker, attore statunitense († 1982)
- 1945 - Carlo De Mejo, attore italiano († 2015)
- 1945 - Claude Guéant, funzionario e politico francese
- 1945 - Preston Pearson, ex giocatore di football americano statunitense
- 1945 - Ian Storey-Moore, allenatore di calcio e ex calciatore inglese
- 1946 - Lidija Alfeeva, lunghista sovietica († 2022)
- 1946 - Jessica Benjamin, psicoanalista e saggista statunitense
- 1946 - Ray Keldie, ex tennista australiano
- 1946 - Dante Maffia, poeta, romanziere e saggista italiano
- 1946 - Kay Mazzo, ex ballerina statunitense
- 1946 - Luigi Spina, filologo, grecista e saggista italiano
- 1946 - Domenic Troiano, chitarrista canadese († 2005)
- 1947 - Franco Asciutti, politico italiano
- 1947 - Alcides Báez, calciatore paraguaiano († 2023)
- 1947 - Adolivio Capece, scacchista, giornalista e scrittore italiano
- 1947 - Jean-Baptiste Chanfreau, tennista francese († 2021)
- 1947 - Joanna David, attrice britannica
- 1947 - Ulysses Dove, ballerino e coreografo statunitense († 1996)
- 1947 - Jane Elliot, attrice statunitense
- 1947 - Peter Werner, regista statunitense († 2023)
- 1947 - Manuel Herrero Fernández, vescovo cattolico spagnolo
- 1947 - Philippe Marland, funzionario e ambasciatore francese
- 1947 - Erling Næss, ex calciatore norvegese
- 1947 - Anatolij Novikov, judoka sovietico († 2022)
- 1947 - Alain Payet, attore pornografico francese († 2007)
- 1947 - Todd Susman, attore statunitense
- 1948 - Ignasi Calvet, fumettista spagnolo
- 1948 - Alfredo Murça, calciatore portoghese († 2007)
- 1948 - Eddie Gray, ex calciatore e allenatore di calcio scozzese
- 1948 - Angelo Michele Iorio, politico italiano
- 1948 - Marzio Magli, ex calciatore italiano
- 1948 - Gérard Moneyron, ex ciclista su strada francese
- 1948 - Davíð Oddsson, politico islandese
- 1948 - Anne Queffélec, pianista francese
- 1949 - Anita Borg, informatica statunitense († 2003)
- 1949 - Gyude Bryant, politico liberiano († 2014)
- 1949 - Guido Donati, organista e compositore italiano
- 1949 - Augustin Dumay, violinista francese
- 1949 - Heini Hemmi, ex sciatore alpino svizzero
- 1949 - Marie-France Jean-Georges, ex sciatrice alpina francese
- 1949 - Andy Kaufman, comico e attore statunitense († 1984)
- 1949 - Mychajlo Marandjuk, compositore di scacchi ucraino
- 1949 - Sandra Mason, magistrata e politica barbadiana
- 1949 - Francesco Muzzioli, critico letterario italiano
- 1949 - Dick Nanninga, calciatore olandese († 2015)
- 1949 - Patrick Péra, ex pattinatore artistico su ghiaccio francese
- 1949 - Paolo Scarpi, storico delle religioni italiano
- 1949 - Shova del Nepal, principessa nepalese
- 1949 - Mick Taylor, chitarrista britannico
- 1949 - Heinz Weixelbaum, ex sciatore alpino tedesco
- 1950 - Lounis Ait Menguellet, cantante e poeta berbero
- 1950 - Přemysl Bičovský, allenatore di calcio e ex calciatore cecoslovacco
- 1950 - Cristina Galbó, attrice spagnola
- 1950 - Honey Irani, sceneggiatrice, attrice e regista indiana
- 1950 - Stavros Sarafis, calciatore greco († 2022)
- 1950 - Ján Švehlík, ex calciatore cecoslovacco
- 1950 - Tonino Zugarelli, ex tennista italiano
- 1951 - Damien Alary, politico francese
- 1951 - Giorgio Perinetti, dirigente sportivo italiano
- 1951 - Nicola Ripa, allenatore di calcio e ex calciatore italiano
- 1951 - Roland Thöni, sciatore alpino italiano († 2021)
- 1951 - Gerhard Winkler, ex biatleta tedesco occidentale
- 1951 - Jurij Zajcev, sollevatore sovietico († 2022)
- 1952 - Gustavo Corni, storico italiano
- 1952 - Giovanna Filippini, politica italiana
- 1952 - Totò Lopez, ex calciatore italiano
- 1952 - Roberto Marmo, politico italiano
- 1952 - Kevin Reynolds, regista e sceneggiatore statunitense
- 1952 - Ryūichi Sakamoto, musicista, compositore e attore giapponese († 2023)
- 1952 - Lothar Vogt, scacchista tedesco
- 1953 - Jeff Berlin, bassista statunitense
- 1953 - Roberto Canessa, ex rugbista a 15 e politico uruguaiano
- 1953 - Mark Jones, sceneggiatore, regista e produttore cinematografico statunitense
- 1953 - Jim Love, ex rugbista a 15 e allenatore di rugby a 15 neozelandese
- 1953 - Ossi Marxer, sciatore alpino liechtensteinese († 1998)
- 1953 - Agnese Possamai, ex mezzofondista italiana
- 1953 - Cesare Procaccini, politico e operaio italiano
- 1953 - Ian Turner, ex calciatore e allenatore di calcio inglese
- 1953 - Fernando Von Arb, chitarrista svizzero
- 1954 - Pierre Bazzo, ex ciclista su strada francese
- 1954 - Cheryl Bentyne, cantante e arrangiatrice statunitense
- 1954 - Carlos A. Giménez, politico statunitense
- 1954 - Robert F. Kennedy Jr., politico, avvocato e scrittore statunitense
- 1954 - Paul Zane Pilzer, saggista e economista statunitense
- 1955 - Steve Earle, cantautore, produttore discografico e attore statunitense
- 1955 - Ismael Ivo, danzatore e coreografo brasiliano († 2021)
- 1955 - Steve Javie, arbitro di pallacanestro statunitense
- 1955 - Katalin Karikó, biochimica ungherese
- 1955 - Mami Koyama, doppiatrice giapponese
- 1955 - Pietro Parolin, cardinale e arcivescovo cattolico italiano
- 1955 - Luigina Rocchi, attrice italiana
- 1955 - Manasseh Sogavare, politico salomonese
- 1955 - Susanne Uhlen, attrice tedesca
- 1955 - Esteban Vigo, allenatore di calcio e ex calciatore spagnolo
- 1955 - Henryk Średnicki, pugile polacco († 2016)
- 1956 - Vittore Baroni, artista, critico musicale e musicista italiano
- 1956 - Hubertus Czernin, giornalista austriaco († 2006)
- 1956 - Damian Green, politico britannico
- 1956 - Mitch Vogel, attore statunitense
- 1956 - James Lee, ex cestista statunitense
- 1956 - Daniela Malusardi, danzatrice e coreografa italiana
- 1956 - Faouzi Mansouri, calciatore algerino († 2022)
- 1956 - Walter Verini, politico italiano
- 1956 - Paul Young, cantante britannico
- 1957 - Steve Harvey, conduttore televisivo, produttore televisivo e conduttore radiofonico statunitense
- 1957 - Warren Leight, drammaturgo, sceneggiatore e produttore televisivo statunitense
- 1957 - Ann Nocenti, fumettista, scrittrice e giornalista statunitense
- 1957 - Aurelio Picca, poeta e scrittore italiano
- 1957 - Michel Périn, copilota di rally francese
- 1957 - Donna Stone, ex schermitrice statunitense
- 1957 - Michel Vaarten, ex pistard belga
- 1957 - Hideo Yokoyama, scrittore giapponese
- 1958 - Audronius Ažubalis, politico e giornalista lituano
- 1958 - Georges Bregy, allenatore di calcio e ex calciatore svizzero
- 1958 - Aldo Cantarutti, dirigente sportivo e ex calciatore italiano
- 1958 - Mile Isaković, ex pallamanista e allenatore di pallamano serbo
- 1958 - Tony Jackson, ex cestista statunitense
- 1958 - Valdas Kasparavičius, ex calciatore lituano
- 1958 - Enrico Lombardi, pittore italiano
- 1958 - Gabriel Mbilingi, arcivescovo cattolico angolano
- 1958 - Deran Sarafian, regista, produttore cinematografico e attore statunitense
- 1958 - Mohammad Shtayyeh, economista e politico palestinese
- 1958 - Tom Thibodeau, allenatore di pallacanestro e dirigente sportivo statunitense
- 1958 - Klaus Täuber, allenatore di calcio e calciatore tedesco († 2023)
- 1958 - Sam Worthen, ex cestista e allenatore di pallacanestro statunitense
- 1959 - Stefano Bechini, ex cestista italiano
- 1959 - Gena Gas, attrice e cantante italiana
- 1959 - Giannakīs Giagkoudakīs, ex calciatore cipriota
- 1959 - Lutz Heßlich, ex pistard tedesco
- 1959 - Susanna Hoffs, cantante, chitarrista e compositrice statunitense
- 1959 - Müfit Kayacan, attore e regista teatrale turco
- 1959 - Lee Moon-sae, cantante e conduttore radiofonico sudcoreano
- 1959 - Fabio Luisi, direttore d'orchestra italiano
- 1959 - Adele Neuhauser, attrice austriaca
- 1959 - Jaime Rodríguez, ex calciatore salvadoregno
- 1959 - Brad Smith, avvocato e dirigente d'azienda statunitense
- 1959 - Alberto Valmaggia, politico italiano
- 1959 - Momoe Yamaguchi, cantante, attrice e modella giapponese
- 1960 - Teo Bellia, doppiatore, direttore del doppiaggio e conduttore radiofonico italiano
- 1960 - Arlo Bigazzi, bassista e compositore italiano
- 1960 - Lanfranco Carnacina, cantautore italiano
- 1960 - Lorenzo Della Fonte, musicista, compositore e scrittore italiano
- 1960 - Israel Machado Campelo Andrade, ex cestista brasiliano
- 1960 - Tat'jana Jumaševa, politica e imprenditrice russa
- 1960 - Klaus Kotzmann, ex schermidore tedesco
- 1960 - Mark Lillis, allenatore di calcio e ex calciatore inglese
- 1960 - Genc Tomori, dirigente sportivo, allenatore di calcio e ex calciatore albanese
- 1961 - Suzanne Berne, scrittrice statunitense
- 1961 - Maia Chiburdanidze, scacchista georgiana
- 1961 - Marie Claire D'Ubaldo, cantante argentina
- 1961 - Carlos Alberto Garcia, ex giocatore di calcio a 5 brasiliano
- 1961 - Jorge Guasch, ex calciatore paraguaiano
- 1961 - Brian Helgeland, sceneggiatore e regista statunitense
- 1961 - Linda Kash, attrice canadese
- 1961 - Karin Lamberg-Skog, ex fondista svedese
- 1961 - Dirk Minniefield, ex cestista e allenatore di pallacanestro statunitense
- 1961 - Selena Steele, ex attrice pornografica statunitense
- 1961 - Sergej Svetlov, ex hockeista su ghiaccio russo
- 1961 - Zhao Dayu, calciatore e allenatore di calcio cinese († 2015)
- 1962 - Vas Blackwood, attore britannico
- 1962 - Colette Bourgonje, ex fondista e ex atleta paralimpica canadese
- 1962 - Jim Carrey, attore, comico e cabarettista canadese
- 1962 - John Devereaux, ex cestista statunitense
- 1962 - Ari Up, cantante tedesca († 2010)
- 1962 - Mike Kehoe, politico statunitense
- 1962 - Nick Land, filosofo, scrittore e blogger britannico
- 1962 - Denis O'Hare, attore statunitense
- 1962 - Joseph C. Phillips, attore statunitense
- 1962 - David M. Solomon, banchiere e musicista statunitense
- 1962 - Álvaro Tito, ex cestista e allenatore di pallacanestro uruguaiano
- 1963 - Cyrus Chestnut, musicista, compositore e produttore discografico statunitense
- 1963 - Darko Dražić, allenatore di calcio e ex calciatore croato
- 1963 - Kai Hansen, cantante e chitarrista tedesco
- 1963 - Luigi Imparato, ex calciatore italiano
- 1963 - Daniel Jenkins, attore statunitense
- 1963 - Miroslav Kopal, ex combinatista nordico ceco
- 1963 - Jasmine Maimone, attrice e modella italiana
- 1963 - Jürgen Schmidhuber, informatico tedesco
- 1963 - Massimo Simonini, dirigente d'azienda italiano
- 1963 - Barry Stevens, cestista e allenatore di pallacanestro statunitense († 2007)
- 1964 - Maurizio Capone, musicista, cantautore e percussionista italiano
- 1964 - Paolo Carraro, ex canoista italiano
- 1964 - Don Cazayoux, politico statunitense
- 1964 - Aleksej Borisovič Erëmenko, allenatore di calcio e ex calciatore russo
- 1964 - Claudio Gabetta, allenatore di calcio e ex calciatore italiano
- 1964 - Kim Joo-sung, dirigente sportivo, allenatore di calcio e ex calciatore sudcoreano
- 1964 - Michelle Obama, avvocata e scrittrice statunitense
- 1964 - Andy Rourke, bassista britannico († 2023)
- 1964 - John Schuster, rugbista a 13 e rugbista a 15 samoano
- 1964 - Yves Sente, fumettista belga
- 1964 - Oswald Tötsch, ex sciatore alpino italiano
- 1965 - D.J. Caruso, regista, produttore cinematografico e produttore televisivo statunitense
- 1965 - Günter Jauch, ex schermidore tedesco
- 1965 - Leoš Krejčí, ex cestista cecoslovacco
- 1965 - Manolo, allenatore di calcio e ex calciatore spagnolo
- 1965 - Julián Melero, ex giocatore di calcio a 5 spagnolo
- 1965 - Marco Monza, ex calciatore italiano
- 1965 - Nikolaos Nioplias, allenatore di calcio e ex calciatore greco
- 1965 - Davide Toffolo, fumettista, cantautore e chitarrista italiano
- 1965 - Hennadyj Truchanov, politico ucraino
- 1965 - Sylvain Turgeon, ex hockeista su ghiaccio canadese
- 1965 - Patrick Vervoort, ex calciatore e procuratore sportivo belga
- 1966 - Karim Aïnouz, regista e sceneggiatore brasiliano
- 1966 - Jean-Pierre Delaunay, ex calciatore francese
- 1966 - Ljubčo Georgievski, politico macedone
- 1966 - Gary Goodridge, kickboxer e artista marziale misto trinidadiano
- 1966 - Nobuyuki Kojima, ex calciatore giapponese
- 1966 - Irena Lednická, ex cestista cecoslovacca
- 1966 - Joshua Malina, attore statunitense
- 1966 - Ahmed Masbahi, ex calciatore marocchino
- 1966 - Stephin Merritt, cantautore e musicista statunitense
- 1966 - Shabba Ranks, musicista e cantante giamaicano
- 1966 - Sergio Rastrelli, politico italiano
- 1966 - Amy Sherman-Palladino, sceneggiatrice, regista e produttrice televisiva statunitense
- 1966 - Federico Williams, ex rugbista a 15 argentino
- 1966 - António Zeferino, ex maratoneta capoverdiano
- 1967 - Régis Brouard, allenatore di calcio e ex calciatore francese
- 1967 - Richard Hawley, cantautore, chitarrista e produttore discografico britannico
- 1967 - Roman Romanovič Kačanov, regista russo
- 1967 - Maria Macrì, ex calciatrice e allenatrice di calcio italiana
- 1967 - Juan Carlos Mandiá, allenatore di calcio e ex calciatore spagnolo
- 1967 - Luca Miniero, regista e sceneggiatore italiano
- 1967 - Filippo Raciti, poliziotto italiano († 2007)
- 1967 - Song Kang-ho, attore sudcoreano
- 1967 - Afrim Tovërlani, allenatore di calcio e ex calciatore kosovaro
- 1968 - Massimiliano Cappioli, allenatore di calcio e ex calciatore italiano
- 1968 - Scott Clendenin, bassista statunitense († 2015)
- 1968 - Ettore Ferraroni, ex calciatore italiano
- 1968 - Randy Hanson, ex giocatore di football americano e allenatore di football americano statunitense
- 1968 - Louis Lombardi, attore statunitense
- 1968 - Svetlana Masterkova, ex mezzofondista russa
- 1968 - Ilja Leonard Pfeijffer, poeta e scrittore olandese
- 1968 - Mathilde Seigner, attrice francese
- 1968 - Hideaki Sena, scrittore giapponese
- 1969 - Héctor Almandoz, allenatore di calcio e ex calciatore argentino
- 1969 - Naveen Andrews, attore britannico
- 1969 - Sergio Barbero, ex ciclista su strada italiano
- 1969 - Silvio d'Ascia, architetto italiano
- 1969 - David Ebershoff, scrittore e curatore editoriale statunitense
- 1969 - Darío Franco, allenatore di calcio e ex calciatore argentino
- 1969 - Andrea Giocondi, ex mezzofondista italiano
- 1969 - Robert Kościuk, ex cestista e allenatore di pallacanestro polacco
- 1969 - Nigel Lindsay, attore britannico
- 1969 - Lukas Moodysson, regista, sceneggiatore e scrittore svedese
- 1969 - Lydia Peeters, politica belga
- 1969 - Tiësto, disc jockey e produttore discografico olandese
- 1969 - James Waterston, attore statunitense
- 1969 - Yoon Yoo-sun, attrice sudcoreana
- 1970 - Steve Asheim, batterista, chitarrista e produttore discografico statunitense
- 1970 - Robin Byrd, ex sollevatrice statunitense
- 1970 - Cássio Barros, ex calciatore brasiliano
- 1970 - Xabier Eskurza, ex calciatore spagnolo
- 1970 - Bart Freundlich, regista, sceneggiatore e produttore cinematografico statunitense
- 1970 - Emanuele Gamba, attore teatrale e regista teatrale italiano
- 1970 - Jeremy Roenick, ex hockeista su ghiaccio statunitense
- 1970 - Mona Steigauf, ex multiplista tedesca
- 1970 - Genndy Tartakovsky, animatore, regista e sceneggiatore statunitense
- 1970 - James Wattana, giocatore di snooker thailandese
- 1971 - Stefano Ambrosio, fumettista italiano
- 1971 - Alexandre Awi Mello, presbitero brasiliano
- 1971 - Leslie Benzies, autore di videogiochi britannico
- 1971 - Richard Burns, pilota di rally britannico († 2005)
- 1971 - Leonardo Ciampa, organista, pianista e compositore statunitense
- 1971 - Abdul Fox, ex cestista statunitense
- 1971 - Javier Gutiérrez Álvarez, attore spagnolo
- 1971 - Kenneth Heiner-Møller, allenatore di calcio e ex calciatore danese
- 1971 - Youki Kudoh, attrice e cantante giapponese
- 1971 - Lil Jon, rapper e beatmaker statunitense
- 1971 - Giōrgos Mpalogiannīs, ex cestista greco
- 1971 - Nazri Nasir, allenatore di calcio e ex calciatore singaporiano
- 1971 - Kid Rock, cantautore, polistrumentista e rapper statunitense
- 1971 - Richard Teberio, ex calciatore svedese
- 1971 - Sylvie Testud, attrice e scrittrice francese
- 1971 - Coquese Washington, ex cestista e allenatrice di pallacanestro statunitense
- 1971 - Ann Wolfe, ex pugile statunitense
- 1972 - Vittoria Belvedere, attrice e ex modella italiana
- 1972 - Benno Fürmann, attore tedesco
- 1972 - Melissa Bardin Galsky, doppiatrice e produttrice televisiva statunitense
- 1972 - Aqualung, cantautore e produttore discografico inglese
- 1972 - Ken Hirai, cantante e produttore discografico giapponese
- 1972 - Vygandas Laugalys, astronomo lituano
- 1972 - Aaron McIntosh, velista neozelandese
- 1972 - Kai Tracid, disc jockey e produttore discografico tedesco
- 1972 - Rafał Trzaskowski, politico, politologo e attivista polacco
- 1973 - Takeshi Abo, compositore giapponese
- 1973 - Claude Barras, regista svizzero
- 1973 - Cuauhtémoc Blanco, politico e ex calciatore messicano
- 1973 - François Damiens, comico e attore belga
- 1973 - Aleksandr Eryšov, ex pallanuotista russo
- 1973 - Nathalie Lesdema, ex cestista francese
- 1973 - Erik Meek, ex cestista statunitense
- 1973 - Katrin Meißner, ex nuotatrice tedesca
- 1973 - Ryo, attrice e modella giapponese
- 1973 - Nicola Nosengo, scrittore, saggista e giornalista italiano
- 1973 - Elmar Parth, allenatore di hockey su ghiaccio e ex hockeista su ghiaccio italiano
- 1973 - Juan Manuel Peña, ex calciatore boliviano
- 1973 - Juan Albert Viloca, ex tennista spagnolo
- 1974 - Marco Antonio Barrera, pugile messicano
- 1974 - Ladan e Laleh Bijani, iraniana († 2003)
- 1974 - Dror Cohen, ex cestista e allenatore di pallacanestro israeliano
- 1974 - Mitja Fomin, cantante, danzatore e produttore discografico russo
- 1974 - Annemarie Jacir, regista, sceneggiatrice e produttrice cinematografica palestinese
- 1974 - Luigi Mazzone, schermidore, dirigente sportivo e medico italiano
- 1974 - Alan Tomidy, ex cestista statunitense
- 1974 - Robin Verling, ex calciatore liechtensteinese
- 1974 - Yang Chen, allenatore di calcio e ex calciatore cinese
- 1975 - Tony Brown, ex rugbista a 15 e allenatore di rugby a 15 neozelandese
- 1975 - Ciro De Caro, regista e sceneggiatore italiano
- 1975 - Andrej Filičkin, ex sciatore alpino russo
- 1975 - Squarepusher, musicista britannico
- 1975 - Kim Jung-soo, ex calciatore sudcoreano
- 1975 - Alex King, ex rugbista a 15 e allenatore di rugby a 15 britannico
- 1975 - CoCo Lee, cantante, produttrice discografica e attrice hongkonghese († 2023)
- 1975 - Sami Lopakka, chitarrista finlandese
- 1975 - Chris William Martin, attore canadese
- 1975 - Ilze Ose, ex cestista e allenatrice di pallacanestro lettone
- 1975 - Freddy Rodríguez, attore statunitense
- 1975 - Joseph Sirianni, ex tennista australiano
- 1975 - Michał Witkowski, scrittore polacco
- 1975 - Rami Yacoub, produttore discografico, compositore e paroliere svedese
- 1975 - Patrick Zwaanswijk, allenatore di calcio e ex calciatore olandese
- 1976 - Mathieu Baumel, copilota di rally francese
- 1976 - Stefano Benvenuti Gostoli, politico italiano
- 1976 - Francesco Biribanti, pallavolista italiano
- 1976 - Scott Covington, giocatore di football americano statunitense
- 1976 - Manolo Da Rold, compositore, direttore di coro e organista italiano
- 1976 - Abou El Komsan, ex giocatore di calcio a 5 egiziano
- 1976 - GoodMorningBoy, cantautore italiano
- 1976 - Yoann Lachor, ex calciatore francese
- 1976 - Miguel Martinez, ex mountain biker, ciclocrossista e ciclista su strada francese
- 1976 - Emiliano Morrone, giornalista e saggista italiano
- 1976 - Tony Moulai, triatleta francese
- 1976 - Roman Pavlík, ex calciatore ceco
- 1976 - Glen Saville, ex cestista australiano
- 1976 - Domenico Urbano, pugile italiano
- 1976 - Tonique Williams-Darling, velocista bahamense
- 1976 - Aga Zaryan, cantante polacca
- 1976 - Antonella Zedda, politica italiana
- 1977 - Ali El Khattabi, ex calciatore marocchino
- 1977 - Dmitrij Kiričenko, allenatore di calcio e ex calciatore russo
- 1977 - Luca Paolini, ex ciclista su strada italiano
- 1977 - Juan Redondo, ex calciatore spagnolo
- 1977 - Sverre Rotevatn, ex combinatista nordico norvegese
- 1977 - Miriam Schnitzer, ex tennista tedesca
- 1977 - Tolga Seyhan, ex calciatore turco
- 1977 - Leigh Whannell, sceneggiatore, produttore cinematografico e attore australiano
- 1977 - Hicham Zerouali, calciatore marocchino († 2004)
- 1978 - Carolina Ardohain, modella, conduttrice televisiva e ballerina argentina
- 1978 - Tuomo Harjula, allenatore di hockey su ghiaccio e ex hockeista su ghiaccio finlandese
- 1978 - Elvis Kafoteka, ex calciatore malawiano
- 1978 - Frode Kippe, calciatore norvegese
- 1978 - Lisa Llorens, ex atleta paralimpica australiana
- 1978 - Petra Mandula, ex tennista ungherese
- 1978 - Miquel Masoliver Valdivieso, ex hockeista su pista spagnolo
- 1978 - Marcelo Moreira, ex giocatore di calcio a 5 e allenatore di calcio a 5 brasiliano
- 1978 - Uche Nsonwu-Amadi, ex cestista nigeriano
- 1978 - Aboubacar Sankharé, ex calciatore francese
- 1978 - Linda Santaguida, modella e showgirl italiana
- 1978 - Josip Sesar, allenatore di pallacanestro e ex cestista croato
- 1978 - Patrick Suffo, ex calciatore camerunese
- 1978 - Meilen Tu, tennista statunitense
- 1978 - Ricky Wilson, cantautore e musicista britannico
- 1978 - Maria Östling, ex nuotatrice svedese
- 1979 - Ricardo Cabanas, dirigente sportivo, ex calciatore e allenatore di calcio svizzero
- 1979 - Stefano Carozzo, ex schermidore italiano
- 1979 - Marco Carvalho, ex cestista uruguaiano
- 1979 - Paolo De Santis, doppiatore e direttore del doppiaggio italiano
- 1979 - Narongsak Khongkaew, giocatore di calcio a 5 thailandese
- 1979 - Andrew Kwiatkowski, ex cestista canadese
- 1979 - Stefano Lavarini, allenatore di pallavolo italiano
- 1979 - Oleh Lisohor, ex nuotatore ucraino
- 1979 - Marlon Martínez, ex cestista dominicano
- 1979 - Takafumi Nishitani, ex pattinatore di short track giapponese
- 1979 - Omega, cantautore dominicano
- 1979 - Ol'ha Poljakova, cantante e personaggio televisivo ucraina
- 1979 - Francesco Pratali, ex calciatore italiano
- 1979 - Micaela Ramazzotti, attrice italiana
- 1979 - Samantha Reeves, ex tennista statunitense
- 1979 - Asbjørn Sennels, calciatore danese († 2023)
- 1979 - Chase Stevens, wrestler statunitense
- 1979 - Masae Ueno, judoka giapponese
- 1980 - 9ice, cantante nigeriano
- 1980 - Valeri Abramidze, ex calciatore georgiano
- 1980 - Rasim Başak, ex cestista azero
- 1980 - Emily Danforth, scrittrice statunitense
- 1980 - Zooey Deschanel, attrice e cantante statunitense
- 1980 - Maixant Mombollet, ex cestista centrafricano
- 1980 - Jean-Daniel Padovani, ex calciatore francese
- 1980 - Grégory Rast, dirigente sportivo e ex ciclista su strada svizzero
- 1980 - Natal'ja Sutjagina, ex nuotatrice russa
- 1981 - Sofia Arimattei, pallavolista italiana
- 1981 - Thierry Ascione, allenatore di tennis e ex tennista francese
- 1981 - Paolo Bianchessi, judoka italiano
- 1981 - Andrej Chramov, orientista russo
- 1981 - Julien Cousineau, ex sciatore alpino canadese
- 1981 - Daniel Diges, cantante, attore e conduttore televisivo spagnolo
- 1981 - Warren Feeney, allenatore di calcio e ex calciatore nordirlandese
- 1981 - Carmine Guarino, scenografo italiano
- 1981 - Bradie James, giocatore di football americano statunitense
- 1981 - Scott Mechlowicz, attore statunitense
- 1981 - Diogo Morgado, attore portoghese
- 1981 - Harding Nana, ex cestista camerunese
- 1981 - Ray J, cantante e attore statunitense
- 1981 - Stefan Petzner, politico austriaco
- 1981 - Christian Puggioni, ex calciatore italiano
- 1981 - Velimir Radinović, ex cestista canadese
- 1981 - Christophe Riblon, ex ciclista su strada e pistard francese
- 1981 - Scott Wells, ex giocatore di football americano statunitense
- 1981 - Tarnee White, nuotatrice australiana
- 1981 - Zou Jie, ex calciatore cinese
- 1982 - Ali Abbas Zafar, regista, sceneggiatore e produttore cinematografico indiano
- 1982 - David Blue, attore statunitense
- 1982 - Ricardo Bóvio, ex calciatore brasiliano
- 1982 - Fidan Doğan, politica e attivista curda († 2013)
- 1982 - Hwanhee, cantante e attore sudcoreano
- 1982 - Marija Kondrat'eva, ex tennista russa
- 1982 - Lydia Lassila, sciatrice freestyle australiana
- 1982 - Mel Lisboa, attrice, cantante e conduttrice televisiva brasiliana
- 1982 - Carlos Luna, ex calciatore argentino
- 1982 - Tommaso Marconi, tuffatore italiano
- 1982 - Artem Starhorods'kyj, calciatore ucraino
- 1982 - Miguel Ángel Torres Quintana, calciatore peruviano
- 1982 - Alex Varkatzas, cantante statunitense
- 1982 - Dwyane Wade, ex cestista statunitense
- 1982 - Noni Wharemate, ex cestista neozelandese
- 1983 - Reinaldo Alderete, ex calciatore argentino
- 1983 - Álvaro Arbeloa, allenatore di calcio e ex calciatore spagnolo
- 1983 - Mamadi Berthé, ex calciatore francese
- 1983 - Andrea Bracaletti, calciatore italiano
- 1983 - Gary Browne, calciatore nordirlandese
- 1983 - Chen Xing, ex calciatore cinese
- 1983 - Evgenij Dement'ev, fondista russo
- 1983 - Ryan Gage, attore britannico
- 1983 - Johannes Herber, ex cestista tedesco
- 1983 - Tomáš Jun, calciatore ceco
- 1983 - Lukáš Magera, calciatore ceco
- 1983 - Mike Mampuya, ex calciatore belga
- 1983 - Alexander Meier, allenatore di calcio e ex calciatore tedesco
- 1983 - Chris Rolfe, ex calciatore statunitense
- 1983 - Mannix Román, ex pallavolista portoricano
- 1983 - Yelle, cantautrice francese
- 1983 - Beatrice Zerbini, poetessa italiana
- 1984 - Cris, ex calciatore portoghese
- 1984 - Cody Childs, ex giocatore di football americano statunitense
- 1984 - Florian Fritz, rugbista a 15 francese
- 1984 - Calvin Harris, disc jockey, cantante e produttore discografico britannico
- 1984 - Sophie Dee, attrice pornografica britannica
- 1984 - Filip Hološko, calciatore slovacco
- 1984 - Jang Shin-young, attrice sudcoreana
- 1984 - Toni Lao, ex calciatore spagnolo
- 1984 - Pensiri Laosirikul, ex sollevatrice thailandese
- 1984 - Sherry Lawrence, ex sciatrice alpina canadese
- 1984 - Dexter Lumis, wrestler statunitense
- 1984 - Daniel Manzato, hockeista su ghiaccio svizzero
- 1984 - Antonella Morra, calciatrice italiana
- 1984 - O Jong-ae, sollevatrice nordcoreana
- 1984 - Marcelo Perugini, ex calciatore argentino
- 1984 - Stevan Račić, calciatore serbo
- 1984 - Rovérsio Rodrigues de Barros, ex calciatore brasiliano
- 1984 - Tim Sebastian, ex calciatore tedesco
- 1984 - Peter Struhár, allenatore di calcio e ex calciatore slovacco
- 1984 - Zhou Yafei, nuotatrice cinese
- 1985 - Oriand Abazaj, ex calciatore albanese
- 1985 - Anna Al'minova, mezzofondista russa
- 1985 - Pablo Barrientos, ex calciatore argentino
- 1985 - Mark Briscoe, wrestler statunitense
- 1985 - Arnaud Bühler, ex calciatore svizzero
- 1985 - Park Hye-rim, modella sudcoreana
- 1985 - Mareks Jurevičus, ex cestista lettone
- 1985 - Kangin, cantante e attore sudcoreano
- 1985 - Riyu Kosaka, cantante giapponese
- 1985 - Sebastian Langeveld, ex ciclista su strada e ex ciclocrossista olandese
- 1985 - George Maguire, attore e cantante britannico
- 1985 - Janvier Charles Mbarga, calciatore camerunese
- 1985 - David Reyes, calciatore cileno
- 1985 - Agata Sawicka, pallavolista polacca
- 1985 - Simone Simons, cantautrice olandese
- 1985 - Ostoja Stjepanović, ex calciatore macedone
- 1985 - Adriana Ugarte, attrice spagnola
- 1985 - Pavlo Ščedrakov, ex calciatore ucraino
- 1986 - Max Adler, attore statunitense
- 1986 - Emily Brown, pallavolista statunitense
- 1986 - Lucy Evangelista, modella britannica
- 1986 - Laura Gibilisco, martellista italiana
- 1986 - Mindaugas Griškonis, canottiere lituano
- 1986 - Armando Gun, calciatore panamense
- 1986 - Evgenij Ketov, hockeista su ghiaccio russo
- 1986 - Antoaneta Kostadinova, tiratrice a volo bulgara
- 1986 - Chloe Lattanzi, attrice e cantante statunitense
- 1987 - Mariano Arini, calciatore italiano
- 1987 - Tony Crocker, cestista statunitense
- 1987 - Arjan van Dijk, ex calciatore olandese
- 1987 - Taylor Fuchs, supermodello canadese
- 1987 - Viktorija Mirčeva, cestista ucraina
- 1987 - Koa Misi, giocatore di football americano statunitense
- 1987 - Simone Ponzi, ex ciclista su strada italiano
- 1987 - Svetlana Radzivil, altista uzbeka
- 1987 - Aleksandar Rakić, calciatore serbo
- 1987 - Oleksandr Usyk, pugile ucraino
- 1987 - Maksims Uvarenko, ex calciatore lettone
- 1987 - Nicolas Verdier, ex calciatore francese
- 1987 - Vito Zaccaria, artista marziale italiano
- 1988 - Andrea Antonelli, pilota motociclistico italiano († 2013)
- 1988 - Vladimir Boljević, calciatore montenegrino
- 1988 - Matt Bouldin, ex cestista statunitense
- 1988 - Earl Clark, cestista statunitense
- 1988 - Posuka Demizu, fumettista, illustratrice e designer giapponese
- 1988 - Mike Di Meglio, pilota motociclistico francese
- 1988 - Will Genia, rugbista a 15 australiano
- 1988 - Gonzalo Godoy, calciatore uruguaiano
- 1988 - Héctor Moreno, calciatore messicano
- 1988 - Mykola Morozjuk, ex calciatore ucraino
- 1988 - Geovanny Nazareno, calciatore ecuadoriano
- 1988 - Waheed Oseni, ex calciatore nigeriano
- 1988 - Albert Ramos Viñolas, tennista spagnolo
- 1988 - Trevor Reilly, ex giocatore di football americano statunitense
- 1988 - Margarita Sidorenko, arciera russa
- 1988 - Nick Soolsma, ex calciatore olandese
- 1988 - Abdou Traoré, calciatore maliano
- 1988 - Gabi Tóth, cantante ungherese
- 1989 - Jean-Jacques Acquevillo, pallamanista francese
- 1989 - Darío Álvarez, giocatore di baseball dominicano
- 1989 - Byron Bell, giocatore di football americano statunitense
- 1989 - Léster Blanco, calciatore salvadoregno
- 1989 - Federico Costantini, attore, disc jockey e produttore discografico italiano
- 1989 - Antoine Diot, cestista francese
- 1989 - Jonathan Horne, karateka tedesco
- 1989 - Pierre Le Coq, velista francese
- 1989 - Vincenzo Mangiacapre, ex pugile italiano
- 1989 - Oybek Qilichev, ex calciatore uzbeko
- 1989 - Pedro Daniel Ribeiro Alves, ex calciatore portoghese
- 1989 - Kandace Springs, cantante e pianista statunitense
- 1989 - Kelly Marie Tran, attrice statunitense
- 1989 - DeMarcus Van Dyke, giocatore di football americano statunitense
- 1989 - Kōji Yamamuro, ginnasta giapponese
- 1989 - Zhang Rui, calciatrice cinese
- 1990 - Tonje Angelsen, altista norvegese
- 1990 - Khaled Ayari, calciatore tunisino
- 1990 - Karim Azamoum, ex calciatore francese
- 1990 - Kateřina Bartoňová, cestista ceca
- 1990 - Barış Başdaş, calciatore turco
- 1990 - Tom Bosworth, marciatore britannico
- 1990 - Costanza Caracciolo, showgirl, modella e conduttrice televisiva italiana
- 1990 - Esteban Chaves, ciclista su strada colombiano
- 1990 - Matías Conti, ex calciatore argentino
- 1990 - Chris Cooper, ex cestista statunitense
- 1990 - Jacopo Di Ronco, ex sciatore alpino italiano
- 1990 - Dani Coelho, allenatore di calcio e ex calciatore portoghese
- 1990 - Gonçalo Feio, allenatore di calcio portoghese
- 1990 - Nines, rapper britannico
- 1990 - Laro Herrero, ex snowboarder spagnolo
- 1990 - Uladzislaŭ Kasmynin, ex calciatore bielorusso
- 1990 - Emil Bjørtomt Kristiansen, ex sciatore alpino norvegese
- 1990 - Stacy McGee, giocatore di football americano statunitense
- 1990 - Kateřina Minařík Kudějová, canoista ceca
- 1990 - Meik Kevin Minnerop, pilota motociclistico tedesco
- 1990 - Augustine Mulenga, calciatore zambiano
- 1990 - Tanguy Ramassamy, ex cestista francese
- 1990 - Kaj Ramsteijn, calciatore olandese
- 1990 - Brita Sigourney, sciatrice freestyle statunitense
- 1990 - Lorenzo Tonelli, allenatore di calcio e ex calciatore italiano
- 1990 - Santiago Tréllez, calciatore colombiano
- 1990 - Erving Walker, cestista statunitense
- 1990 - Casper Ware, cestista statunitense
- 1990 - Tyler Zeller, ex cestista statunitense
- 1990 - Tomislav Zubčić, cestista croato
- 1990 - Sean de Silva, ex calciatore trinidadiano
- 1991 - Michael Ankeny, ex sciatore alpino statunitense
- 1991 - Trevor Bauer, giocatore di baseball statunitense
- 1991 - Sebastian Bogner, scacchista tedesco
- 1991 - Willa Fitzgerald, attrice statunitense
- 1991 - Simon Gougnard, hockeista su prato belga
- 1991 - Gerald Hodges, giocatore di football americano statunitense
- 1991 - Katharina Innerhofer, biatleta austriaca
- 1991 - Jamil Joseph, calciatore santaluciano
- 1991 - Esapekka Lappi, pilota di rally finlandese
- 1991 - Lei Tenglong, ex calciatore cinese
- 1991 - Ma Chongchong, calciatore cinese
- 1991 - Petr Mareš, calciatore ceco
- 1991 - Mattia Martella, pilota motociclistico italiano
- 1991 - Farruh Sayfiyev, calciatore uzbeko
- 1991 - Blake Smith, ex calciatore statunitense
- 1991 - Janar Soo, ex cestista estone
- 1991 - Alise Willoughby, ciclista di BMX statunitense
- 1991 - Tiquinho Soares, calciatore brasiliano
- 1991 - Rıdvan Şimşek, calciatore turco
- 1992 - Nasrane Bacar, velocista francese
- 1992 - Ezequiel Cerutti, calciatore argentino
- 1992 - Iuri Filosi, ex ciclista su strada italiano
- 1992 - Tom Flanagan, calciatore nordirlandese
- 1992 - José Antonio García Fernández, ex calciatore messicano
- 1992 - Jiang Haiqi, nuotatore cinese
- 1992 - Hiva Kamoise, calciatore francese
- 1992 - Anton Karačanakov, calciatore bulgaro
- 1992 - Zauri Macharadze, calciatore ucraino
- 1992 - Frantz Massenat, allenatore di pallacanestro e ex cestista statunitense
- 1992 - Oleksandr Obolončyk, slittinista ucraino
- 1992 - Osama Rashid, calciatore iracheno
- 1992 - Marcella Resca, artista marziale italiana
- 1992 - Marwane Saadane, calciatore marocchino
- 1992 - Eron Santos Lourenço, ex calciatore brasiliano
- 1992 - Lasha Shergelashvili, calciatore georgiano
- 1993 - Shan Ako, cantante e attrice britannica
- 1993 - Sivert Amland, arbitro di calcio norvegese
- 1993 - Jeremiah Attaochu, giocatore di football americano nigeriano
- 1993 - Edvinas Girdvainis, calciatore lituano
- 1993 - Borja Iglesias, calciatore spagnolo
- 1993 - Amanda Ilestedt, calciatrice svedese
- 1993 - Fraser Kerr, calciatore scozzese
- 1993 - Ádám Lang, calciatore ungherese
- 1993 - Rusiate Matarerega, calciatore figiano
- 1993 - Anastasija Nazarenko, ginnasta russa
- 1993 - Artur Pinheiro, giocatore di football americano spagnolo
- 1993 - Amritpal Singh, politico indiano
- 1993 - Chrystyna Solovij, cantante ucraina
- 1993 - José Sá, calciatore portoghese
- 1993 - Patrik Vass, calciatore ungherese
- 1993 - Toni Vastić, calciatore austriaco
- 1993 - Derrick Williams, calciatore irlandese
- 1993 - Peceli Yato, rugbista a 15 figiano
- 1993 - Andrea Zemanová, ex sciatrice alpina e ex sciatrice freestyle ceca
- 1994 - Pascal Ackermann, ciclista su strada tedesco
- 1994 - Arnold Allen, artista marziale misto britannico
- 1994 - Musa Araz, calciatore svizzero
- 1994 - Ana-Marija Begić, cestista croata
- 1994 - Alessia Berra, nuotatrice italiana
- 1994 - Emmanuel Boateng, calciatore ghanese
- 1994 - Tom Bohli, ex ciclista su strada e ex pistard svizzero
- 1994 - Lucy Boynton, attrice britannica
- 1994 - Quentin Cornette, calciatore francese
- 1994 - Valerie Demey, ciclista su strada belga
- 1994 - Francisco Javier Flores, ex calciatore messicano
- 1994 - Julija Gladkova, cestista russa
- 1994 - Kristoffer Haraldseid, ex calciatore norvegese
- 1994 - Dino Islamović, calciatore svedese
- 1994 - Aerial Powers, cestista statunitense
- 1994 - Lavdrim Skenderi, calciatore macedone
- 1994 - Stina Troest, ostacolista danese
- 1994 - John Ursua, giocatore di football americano statunitense
- 1994 - Haruna Garba, ex calciatore nigeriano
- 1995 - Tetjana Antonjuk, cestista ucraina
- 1995 - Katalin Burián, nuotatrice ungherese
- 1995 - Chauncey Collins, cestista statunitense
- 1995 - Santo Condorelli, nuotatore canadese
- 1995 - Dejan Davidovac, cestista serbo
- 1995 - Diney, calciatore capoverdiano
- 1995 - Nikita Glasnović, taekwondoka svedese
- 1995 - McKenzie Jacobson, ex pallavolista statunitense
- 1995 - Filip Janković, calciatore serbo
- 1995 - Dominique Janssen, calciatrice olandese
- 1995 - Lalruatthara, calciatore indiano
- 1995 - Chiara Massussi, calciatrice italiana
- 1995 - Indya Moore, modella e attrice statunitense
- 1995 - Greta Pinggera, ex slittinista italiana
- 1995 - Matea Samardžić, ex nuotatrice croata
- 1995 - Wang Chunyu, mezzofondista cinese
- 1996 - Alma, cantante finlandese
- 1996 - Fabricio Alvarenga, calciatore argentino
- 1996 - Reza Asadi, calciatore iraniano
- 1996 - Nakarin Atiratphuvapat, pilota motociclistico thailandese
- 1996 - Miguel Bandarra, calciatore portoghese
- 1996 - Ygor Biordi, cestista sammarinese
- 1996 - Pinchi, calciatore spagnolo
- 1996 - Darius Harris, giocatore di football americano statunitense
- 1996 - Katarzyna Konat, calciatrice polacca
- 1996 - Victor Lafay, ciclista su strada francese
- 1996 - Elis Manolova, lottatrice bulgara
- 1996 - Sixten Mohlin, ex calciatore svedese
- 1996 - Karlo Muhar, calciatore croato
- 1996 - Klaus Mäkelä, direttore d'orchestra e violoncellista finlandese
- 1996 - Emil Stoev, calciatore bulgaro
- 1996 - Zakaria Suraka, ex calciatore ghanese
- 1996 - Hernán Toledo, calciatore argentino
- 1996 - Allonzo Trier, cestista statunitense
- 1996 - Jesse Vandenbulcke, ciclista su strada e pistard belga
- 1996 - Nile Wilson, ex ginnasta inglese
- 1996 - Kazuma Yamaguchi, calciatore giapponese
- 1997 - Denis Ajrapetjan, pattinatore di short track russo
- 1997 - Khaled Ibrahim, calciatore emiratino
- 1997 - Gian Franco Allala, calciatore uruguaiano
- 1997 - Božidar Andreev, sollevatore bulgaro
- 1997 - Sebastiano Arman, giocatore di curling italiano
- 1997 - Remo Arnold, calciatore svizzero
- 1997 - Charithra Chandran, attrice britannica
- 1997 - Corey Chavers, pallavolista statunitense
- 1997 - Santiago Colombatto, calciatore argentino
- 1997 - Maxwell Frost, politico e attivista statunitense
- 1997 - Neville Gallimore, giocatore di football americano canadese
- 1997 - Andreas Hanche-Olsen, calciatore norvegese
- 1997 - Nikola Jakšić, pallanuotista serbo
- 1997 - Keziron Kizito, calciatore ugandese
- 1997 - Musah Nuhu, calciatore ghanese
- 1997 - Jake Paul, youtuber, attore e pugile statunitense
- 1997 - Sidney Lima, calciatore brasiliano
- 1997 - Enes Taşkıran, cestista turco
- 1997 - Kyle Tucker, giocatore di baseball statunitense
- 1997 - Jack Vidgen, cantante australiano
- 1997 - Gaëtan Weissbeck, calciatore francese
- 1998 - Emil Abaz, calciatore macedone
- 1998 - Cemil Can Ali Marandi, scacchista turco
- 1998 - Bradlee Anae, giocatore di football americano statunitense
- 1998 - Ronaldo Ariza, calciatore colombiano
- 1998 - Alan Cervantes, calciatore messicano
- 1998 - Natalia Kaczmarek, velocista polacca
- 1998 - Remi Lindholm, fondista finlandese
- 1998 - Lovro Majer, calciatore croato
- 1998 - Iván Jared Moreno, calciatore messicano
- 1998 - Amos Pieper, calciatore tedesco
- 1998 - Jeff Reine-Adélaïde, calciatore francese
- 1998 - Luiz Henrique dos Santos Júnior, calciatore brasiliano
- 1998 - Tadas Sedekerskis, cestista lituano
- 1998 - Ananta Tamang, calciatore nepalese
- 1998 - Denis Tomic, calciatore austriaco
- 1998 - Kristina Tonteri-Young, attrice e ex ballerina finlandese
- 1998 - Anthony Zambrano, velocista colombiano
- 1999 - Isa Briones, attrice statunitense
- 1999 - Chiara Cecotti, calciatrice italiana
- 1999 - Kamila Dubcová, calciatrice ceca
- 1999 - Michaela Dubcová, ex calciatrice ceca
- 1999 - Ollie Hassell-Collins, rugbista a 15
- 1999 - Stanley Kanu, calciatore nigeriano
- 1999 - Mauro Méndez, calciatore uruguaiano
- 1999 - Francesca Napodano, pallavolista italiana
- 1999 - Hamsah Nasirildeen, giocatore di football americano statunitense
- 1999 - Basilio Ndong, calciatore equatoguineano
- 1999 - Shady Oukhadda, calciatore marocchino
- 1999 - Stefan Veličković, calciatore serbo
- 1999 - Eduardo Kau, calciatore brasiliano
- 2000 - José Bolívar, calciatore peruviano
- 2000 - Devlin DeFrancesco, pilota automobilistico canadese
- 2000 - Ayo Dosunmu, cestista statunitense
- 2000 - Marco García, calciatore messicano
- 2000 - Kenan Kamenjaš, cestista bosniaco
- 2000 - Ebrar Karakurt, pallavolista turca
- 2000 - Keondre Kennedy, cestista statunitense
- 2000 - Roy Kuijpers, calciatore olandese
- 2000 - Lia Lonni, calciatrice italiana
- 2000 - Luis Palma, calciatore honduregno
- 2000 - Gregorio Rodríguez, calciatore argentino
- 2000 - Augusto Schott, calciatore argentino
- 2000 - Luiz Maurício da Silva, giavellottista brasiliano

## XXI secolo(34)
- 2001 - Rithvik Choudary Bollipalli, tennista indiano
- 2001 - Lautaro Chávez, calciatore argentino
- 2001 - Enzo Fernández, calciatore argentino
- 2001 - Kamal Hadden, giocatore di football americano statunitense
- 2001 - Francesca Imprezzabile, calciatrice italiana
- 2001 - Ismaël Kamagate, cestista francese
- 2001 - Shumpei Naruse, calciatore giapponese
- 2001 - Lorenzo Querci, cestista italiano
- 2001 - Javon Solomon, giocatore di football americano statunitense
- 2002 - Andres Jasson, calciatore statunitense
- 2002 - Ryan Kalkbrenner, cestista statunitense
- 2002 - Keaton Mitchell, giocatore di football americano statunitense
- 2002 - Attila Molnár, velocista ungherese
- 2002 - Rok Možič, pallavolista sloveno
- 2002 - Yousef Salech, calciatore danese
- 2002 - Assunta Scutto, judoka italiana
- 2002 - Sadie Soverall, attrice e modella britannica
- 2002 - Thomas Kristensen, calciatore danese
- 2002 - Joël de Jong, atleta paralimpico olandese
- 2002 - Kirill Ščetinin, calciatore russo
- 2003 - Bonfanti, calciatore italiano
- 2003 - Lucia Bramati, mountain biker e ciclocrossista italiana
- 2003 - Fryderyk Gerbowski, calciatore polacco
- 2003 - Eva-Lotta Kiibus, pattinatrice artistica su ghiaccio estone
- 2003 - Santiago Otegui, calciatore uruguaiano
- 2003 - Robin Roefs, calciatore olandese
- 2003 - Mateja Đorđević, calciatore serbo
- 2004 - Harry Collett, attore britannico
- 2004 - Tollef Haugen, sciatore alpino norvegese
- 2004 - Anton Kade, calciatore tedesco
- 2005 - Augusto Cambón, calciatore uruguaiano
- 2005 - Peio Canales, calciatore spagnolo
- 2006 - Dies Janse, calciatore olandese
- 2007 - Joane Gadou, calciatore francese